# Kanton Seltz
Kanton Seltz (fr. Canton de Seltz) byl francouzský kanton v departementu Bas-Rhin v regionu Alsasko. Tvořilo ho 14 obcí. Zrušen byl po reformě kantonů 2014.

## Obce kantonu
- Beinheim
- Buhl
- Crœttwiller
- Eberbach-Seltz
- Kesseldorf
- Mothern
- Munchhausen
- Niederrœdern
- Oberlauterbach
- Schaffhouse-près-Seltz
- Seltz
- Siegen
- Trimbach
- Wintzenbach